# Гечно
Гечно (пол. Gieczno) — село в Польщі, у гміні Згеж Згерського повіту Лодзинського воєводства.
Населення — 322 особи (2011).

## Демографія
Демографічна структура станом на 31 березня 2011 року:
|          | Загалом | Допрацездатний вік | Працездатний вік | Постпрацездатний вік |
| -------- | ------- | ------------------ | ---------------- | -------------------- |
| Чоловіки | 156     | 33                 | 110              | 13                   |
| Жінки    | 166     | 46                 | 89               | 31                   |
| Разом    | 322     | 79                 | 199              | 44                   |